# Anisocentropus apis
Anisocentropus apis är en nattsländeart som beskrevs av Malicky 1998. Anisocentropus apis ingår i släktet Anisocentropus och familjen Calamoceratidae. Inga underarter finns listade i Catalogue of Life.